# Andrzej Jerzy Sokolnicki
Andrzej Jerzy Sokolnicki z Sokolnik herbu Jelita (zm. w 1682 roku) – chorąży lwowski w latach 1658-1682, miecznik sanocki w 1658 roku, pułkownik wojsk koronnych, sędzia deputat wojewódzki z ziemi lwowskiej w konfederacji gołąbskiej, sędzia kapturowy ziemi lwowskiej w 1668 roku, sędzia kapturowy ziemi lwowskiej w 1673 roku.
W czasie bitwy pod Warką w 1656 r. dowódca chorągwi husarskiej marszałka Jerzego Lubomirskiego – 190 koni.
W lipcu 1660 roku Lubomirski na czas swego pobytu na naradzie wojennej we Lwowie powierzył mu dowództwo nad całą swoją armią. Podczas kampanii ukraińskiej w roku 1660 dowodził pułkiem jazdy w bitwach pod Lubarem, pod Cudnowem i pod Słobodyszczami. W tej ostatniej po ostatecznie nieudanym ataku husarii na tabor kozacki został ranny i ledwo uszedł z życiem. Stanął w 3 konie na pospolitym ruszeniu ziemian lwowskich i powiatu żydaczowskiego 29 sierpnia 1672 roku pod Lublinem.

## Literatura
- Polski Słownik Biograficzny, tom 40, strona 58